# Benedict Friedlaender
Benedict Friedlaender (Berlim, 8 de Julho de 1866 — Berlim, 21 de Junho de 1908) foi um zoólogo e sexólogo alemão, militante dos direitos dos homossexuais e teórico do movimento de libertação homossexual.

## Biografia
Friedlaender foi filho de Carl Friedlaender (1817–1876), Professor de Economia em Berlim. O seu avô foi o médico berlinense e privatdozent Nathan Friedlaender (1776–1830). Foi irmão do vulcanólogo Immanuel Friedlaender (1871–1948).
Estudou Matemática, Física, Botânica e Fisiologia, doutorando-se em Zoologia.
Financiou a edição de revistas anarquistas e apoiou o Wissenschaftlich-humanitäres Komitee de Magnus Hirschfeld, entre cujos objectivos estavam a despenalização da homossexualidade e a abolição do §175 StGB (parágrafo 175 do Código Penal alemão da época), que considerava delituosos os actos homossexuais.
Friedlaender foi inicialmente membro do WhK, mas abandonou a organização em 1906 e criou a "Secessão do Comité Científico-Humanitário" que perdurou até ao suicídio de Friedlaender em 1908.

## Obras
- Die Renaissance des Eros Uranios. Die physiologische Freundschaft, ein normaler Grundtrieb des Menschen und eine Frage der männlichen Gesellungsfreiheit. In naturwissenschaftlicher, naturrechtlicher, culturgeschichtlicher und sittenkritischer Beleuchtung, Zacks, Berlim, 1904
- Die Liebe Platons im Lichte der modernen Biologie. Gesammelte kleinere Schriften. Mit einer Vorrede und dem Bilde des Verfassers, Zacks, Berlim, 1909, 279 pp.